# Rauf Orbay

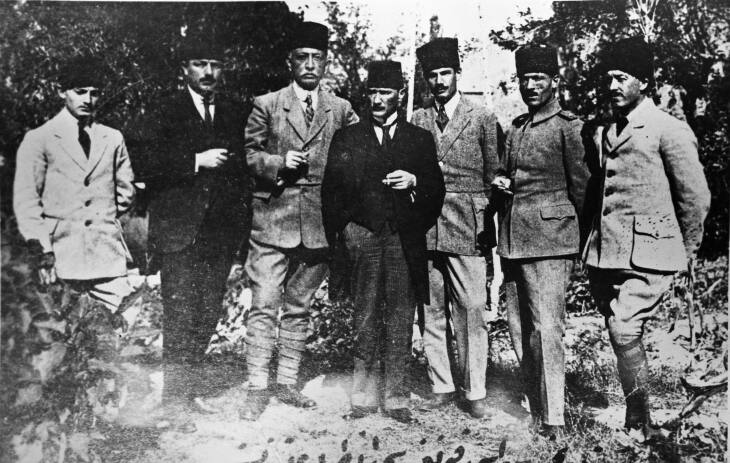
Nacionalistas prominentes del Congreso de Sivas. Izquierda a derecha: Muzaffer Kılıç, Rauf (Orbay), Bekir Sami (Kunduh), Mustafa Kemal (Atatürk), Ruşen Eşref (Ünaydın), Cemil Cahit (Toydemir), Cevat Abbas (Gürer)

Hüseyin Rauf Orbay (27 de julio de 1881 – 16 de julio de 1964) fue un oficial naval otomano, estadista y diplomático turco.
Nació en Estambul en 1881, por parte de una familia de abjasios. Cuando fue oficial de la Armada otomana,  se hizo célebre por sus acciones como el capitán del crucero Hamidiye durante la primera guerra de los Balcanes. Fue jefe del personal naval durante la Primera Guerra Mundial y por octubre de 1918 fue ministro de Marina y dirigió la delegación que firmó el Armisticio de Mudros. También jugó un rol en la asistencia de Mustafa Kemal Atatürk, en un consejo de guerra local durante una disputa con Djemal Pashá y Enver Pashá.
El 31 de octubre de 1918,  firmó el armisticio de Mudros como ministro de Marina, el cual dio fin a la participación del Imperio otomano en la Primera Guerra Mundial. Cuándo comenzó la guerra de Independencia turca, renunció a su cargo y viajó a Ankara para colaborar con Atatürk. Fue elegido como miembro del comité representativo en el congreso de Erzurum el 23 de julio de 1919. Se unió al congreso de Sivas como delegado por Sivas el 4 de septiembre de 1919, y fue elegido vicepresidente.
Tras finalizar la guerra, se convirtió en el primer primer ministro del Gobierno provisional de la Gran Asamblea Nacional el 11 de agosto de 1922. En 1924, fue uno de los fundadores del Terakkiperver Cumhuriyet Fırkasi (Partido Republicano Progresivo]]) a petición de Atatürk como parte de su intento de empezar la tradición de democracia multipartidista en la joven República, en oposición al Partido Republicano del Pueblo de Atatürk. Cuando este partido fue cerrado en 1925, después de que Atatürk encontró que los reaccionarios islamistas se habían infiltrado en sus filas, Rauf partió al exilio a Europa por 10 años. Más tarde, fue absuelto de todas las acusaciones y pasó a ser miembro del parlamento turco.
Durante la Segunda Guerra Mundial, Rauf Orbay era el embajador de su país en Londres, ayudando a mantener a Turquía fuera de la guerra. Siempre creyó firmemente en la República de Turquía y siempre hizo hincapié que Mustafa Kemal Atatürk era la única persona que podría haber organizado y liderado la transformación del decadente Imperio otomano a una moderna Turquía.
| Predecesor: Fevzi Çakmak | Primer ministro de Turquía 1922-1923 | Sucesor: Ali Fethi Okyar |

## Autobiografía
- Cehennem Değirmeni ("Molino del Infierno"), Emre Publishing, septiembre de 1993.[5]